# Генер (Небраска)
Генер (англ. Goehner) — селище (англ. village) в США, в окрузі Сюорд штату Небраска. Населення — 181 особа (2020).

## Географія
Генер розташований за координатами 40°49′58″ пн. ш. 97°13′10″ зх. д. / 40.83278° пн. ш. 97.21944° зх. д. (40.832732, -97.219574).  За даними Бюро перепису населення США в 2010 році селище мало площу 0,45 км², уся площа — суходіл.

## Демографія
Згідно з переписом 2010 року, у селищі мешкали 154 особи в 68 домогосподарствах у складі 41 родини. Густота населення становила 342 особи/км².  Було 79 помешкань (176/км²).
Расовий склад населення:
| - 100,0 % — білих |

До двох чи більше рас належало 0,0 %. Частка іспаномовних становила 5,2 % від усіх жителів.
За віковим діапазоном населення розподілялося таким чином: 21,4 % — особи молодші 18 років, 59,8 % — особи у віці 18—64 років, 18,8 % — особи у віці 65 років та старші. Медіана віку мешканця становила 43,0 року. На 100 осіб жіночої статі у селищі припадало 113,9 чоловіків;  на 100 жінок у віці від 18 років та старших — 105,1 чоловіків також старших 18 років.
Середній дохід на одне домашнє господарство  становив 56 520 доларів США (медіана — 53 750), а середній дохід на одну сім'ю — 56 908 доларів (медіана — 53 125). За межею бідності перебувало 13,5 % осіб, у тому числі 0,0 % дітей у віці до 18 років та 33,3 % осіб у віці 65 років та старших.
Цивільне працевлаштоване населення становило 47 осіб. Основні галузі зайнятості: освіта, охорона здоров'я та соціальна допомога — 21,3 %, транспорт — 14,9 %, виробництво — 14,9 %.